# Завжди на дисплеї

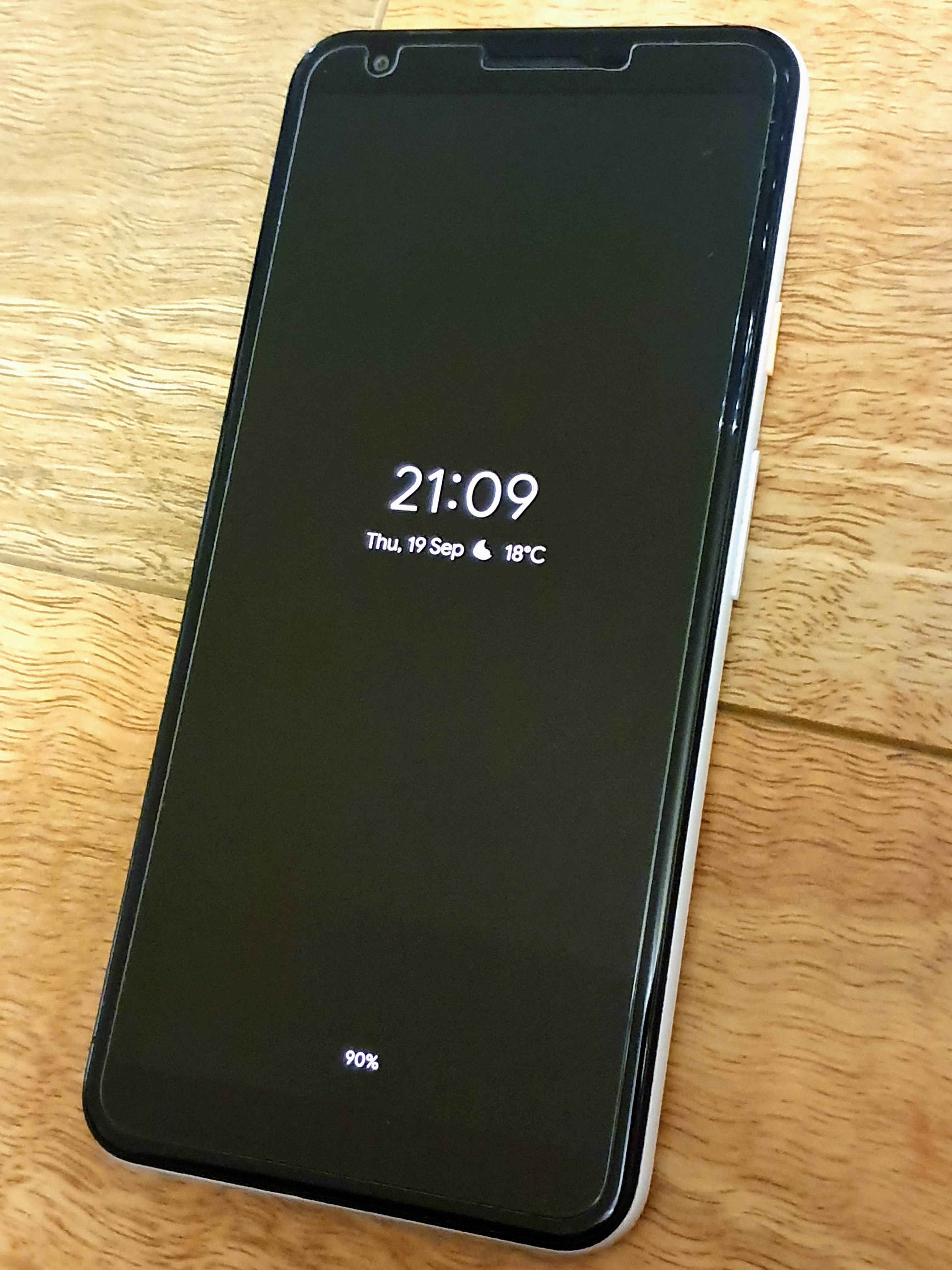
Pixel 3a XL, що відображає постійно ввімкнений дисплей

Завжди на дисплеї (ЗНД) (англ. Always-on Display (AOD)) — функція смартфона, що відображає обмежену інформацію на екрані, поки телефон перебуває в режимі сну. Вона широко доступна на Android-телефонах та Pro-моделях Apple iPhone починаючи з iPhone 14 Pro. На деяких Android-телефонах ця функція називається як «Навколишній дисплей» або «Активний екран» залежно від її реалізації та поведінки. Залежно від дизайну телефону, він може бути функцією заміни або доповненням до LED-індикатора сповіщення.

## Опис
В режимі сну телефон з увімкненим ЗНД відображає певну обмежену частину екрана. Завжди на дисплеї може відображати push-сопвіщення виконуючи таким способом функцію індикатора сповіщень. Також за замовчування функція відображає час, дату та стан заряду, але, залежно від моделі телефону, його можна також налаштувати на відображення різних типи сповіщень по мірі надходження або заставки.
Усі поточні Android-телефони мають різну поведінку щодо цієї функції. Деякі телефони ненадовго вмикають Ambient-дисплей, коли надходять сповіщення, а потім екран вимикається. У деяких моделях екран вимкнений для економії заряду акумулятора, вмикається, коли надходять сповіщення, і залишається увімкненим, доки їх не відхиляють і не читають. Залежно від того, підтримує це виробник, не всі програми можуть підтримуватися для показу сповіщень за допомогою цієї функції - можуть підтримуватися лише сторонні програми або популярні програми, або можуть підтримуватися всі сторонні програми, але, можливо, потрібно чітко ввімкнути.
Функцію Завжди на дисплеї / Навколишнього дисплею також можна налаштувати на деяких телефонах для пробудження подвійним або одним натисканням, жестом руки або підняттям телефону.

## Історія
Ця технологія була вперше представлена Nokia у 2009 році на N86, а більш широко застосована до наступного покоління телефонів AMOLED Symbian у 2010 році (Nokia N8, C7, C6-01 та E7). Це стало стандартною функцією на більшості телефонів Nokia Lumia Windows у 2013 році в парі з додатком Nokia Glance Screen. З тих пір ця функція стала більш доступною на телефонах Android, включаючи Huawei ( Mate 10 Pro, P20 Pro ), Motorola (Moto X, Z, G), LG (G5, G6, G7, V30, V35, V40, V60), Samsung (Galaxy A3 (2017), A7 (2017, 2018), A30, A50, S7, S8, S9, S10, S20, S20 FE, S21, Примітка FE / 8/9/10/20) та Google Pixel (Pixel 2, Pixel 3, Pixel 3a, Pixel 4, Pixel 4a).

## Вплив батареї
Функція Завжди на дисплеї споживає енергію, хоча телефони Samsung Galaxy S7 і S7 Edge, а також пізніше телефони, які зробили цю функцію знову популярною, побудовані на екранах AMOLED, які вимикають чорні пікселі. На сьогоднішніх дисплеях AMOLED-телефонів, правда, можливо, потрібно буде ввімкнути лише кілька пікселів, але їх потрібно перемістити, щоб запобігти спалюванню пікселів. Кольори, датчики та процесори споживають енергію, поки використовується AOD, що призводить до додаткового споживання приблизно 3% акумулятора.
Також на РК-дисплеях підсвічування має бути ввімкнено, навіть якщо частина екрана відображає інформацію, тому ця функція споживає значну кількість енергії порівняно зі світлодіодним індикатором сповіщення.
Як правило, рішення оточуючого дисплея, яке вмикається на екрані лише за наявності сповіщень, залишається увімкненим, але вимикається при їх відключенні, споживаючи найменшу кількість заряду акумулятора, при цьому все ще привертаючи увагу користувача, на відміну від Always- на дисплеї, який буде постійно утримувати екран увімкненим, щоб відображати деяку інформацію, навіть якщо сповіщень може не бути. Оскільки дата та час менш важливі, ніж стан батареї або сповіщення, що може вимагати негайної уваги користувача, AOD може бути налаштований у багатьох реалізаціях на основі додатків, щоб відображати сповіщення лише або вибірково вибирати те, що відображається.

## Запланований час увімкнення / вимкнення
У деяких телефонах функцію Завжди на дисплеї / Навколишній дисплей можна налаштувати на включення, за розкладом та вимкнення, наприклад, вночі або коли знаходиться в кишені, за допомогою датчика наближення. Крім того, деякі телефони більшу частину часу вимикають екран, але світяться лише для сповіщень і нічого іншого, і як тільки користувач підтверджує або відхиляє сповіщення, екран знову вимикається.